# 二進指数え法
二進指数え法（にしんゆびかぞえほう）は、二進法と指を使って数える方法である。

## 概要
桁上がりの原理を使用した指数え方法の一つ。主に右手を使用する。親指を一の位、以下小指に向かい二、四、八、十六の位として、基本的には指を折った状態を0、伸ばした状態を1として数える。（ただし、指を伸ばした状態を0、指を折った状態を1とする数え方もある。）（例：親指、薬指を伸ばす → 01001 → 9）左手は、三十二から五百十二の位までを数える。
これを利用することにより、片手で 5 までしかカウントできないのが、11111(2)＝31(10)へと広がる。同じく桁上がりの原理を使用する六進指数え法では両手で55(6)＝100011(2)＝35(10)までだが、二進指数え法では両手で1111111111(2)＝4423(6)＝1023(10)までカウントできる。

## 例

### 右手

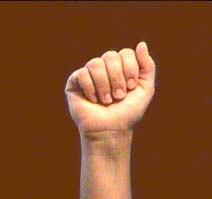
0
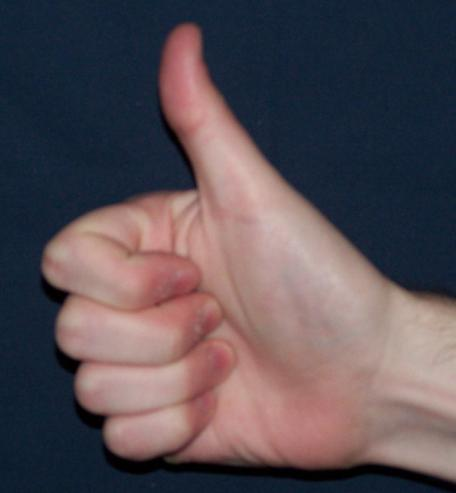
1
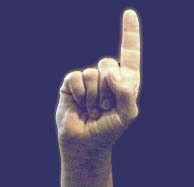
2
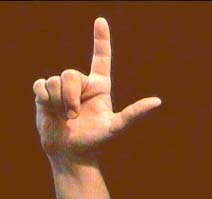
3 = 2 + 1
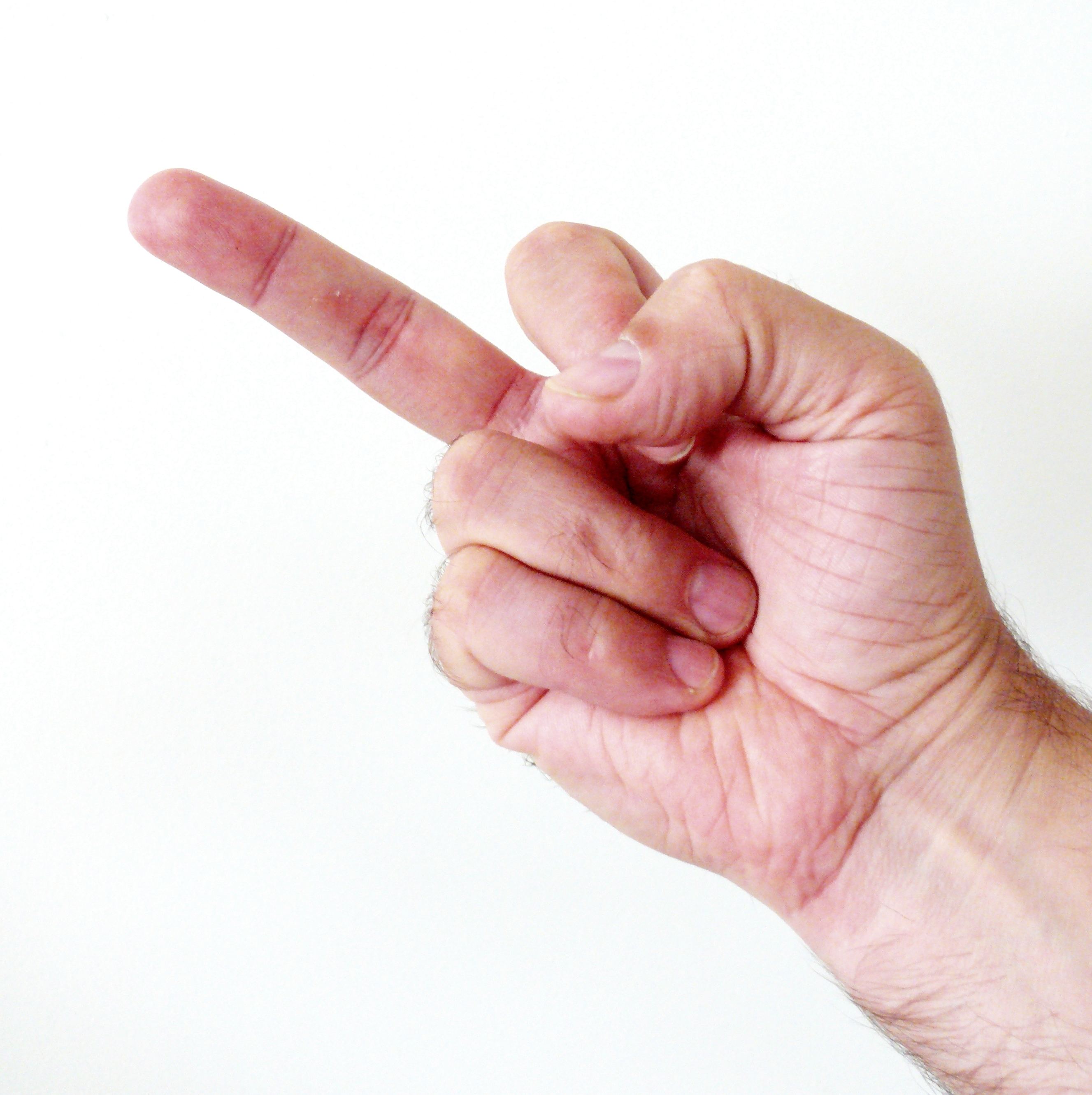
4
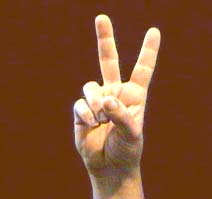
6 = 4 + 2
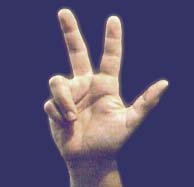
7 = 4 + 2 + 1
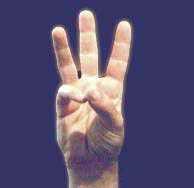
14 = 8 + 4 + 2
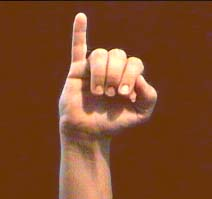
16
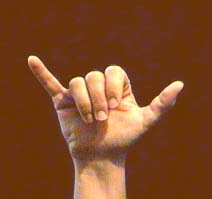
17 = 16 + 1
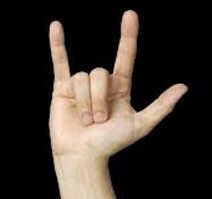
19 = 16 + 2 + 1
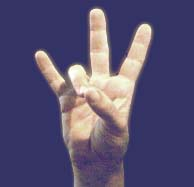
22 = 16 + 4 + 2
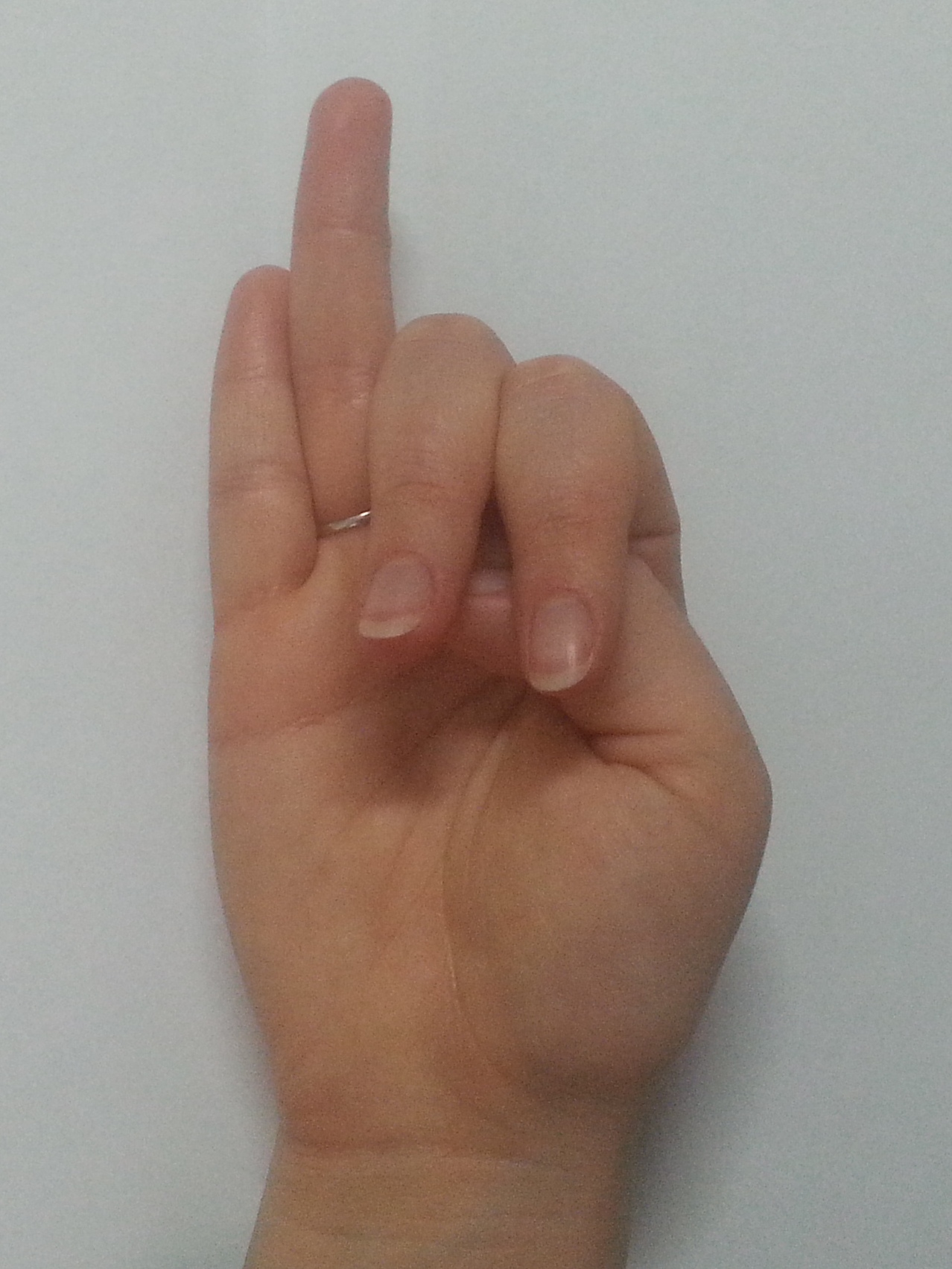
24 = 16 + 8
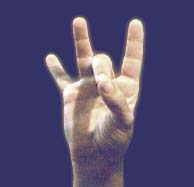
26 = 16 + 8 + 2
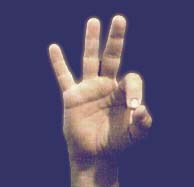
28 = 16 + 8 + 4
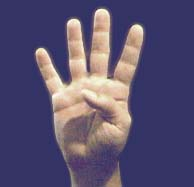
30 = 16 + 8 + 4 + 2
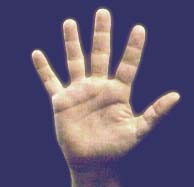
31 = 16 + 8 + 4 + 2 + 1

### 左手

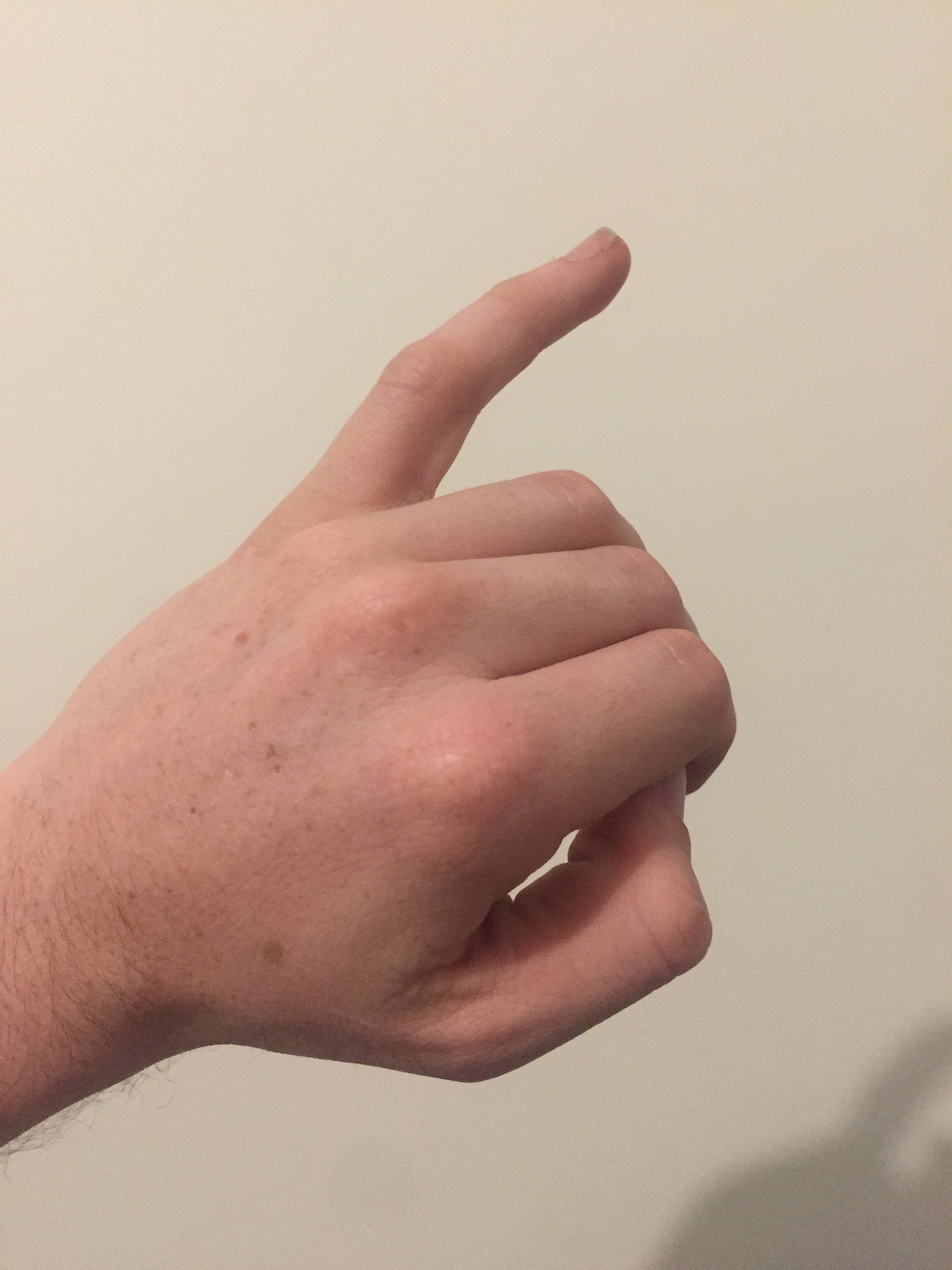
32
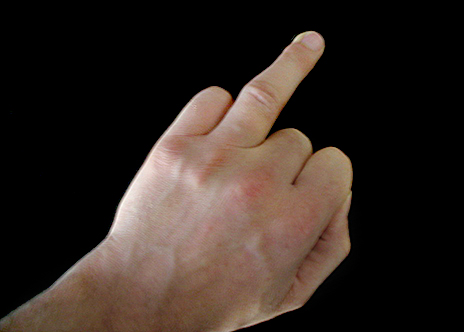
64
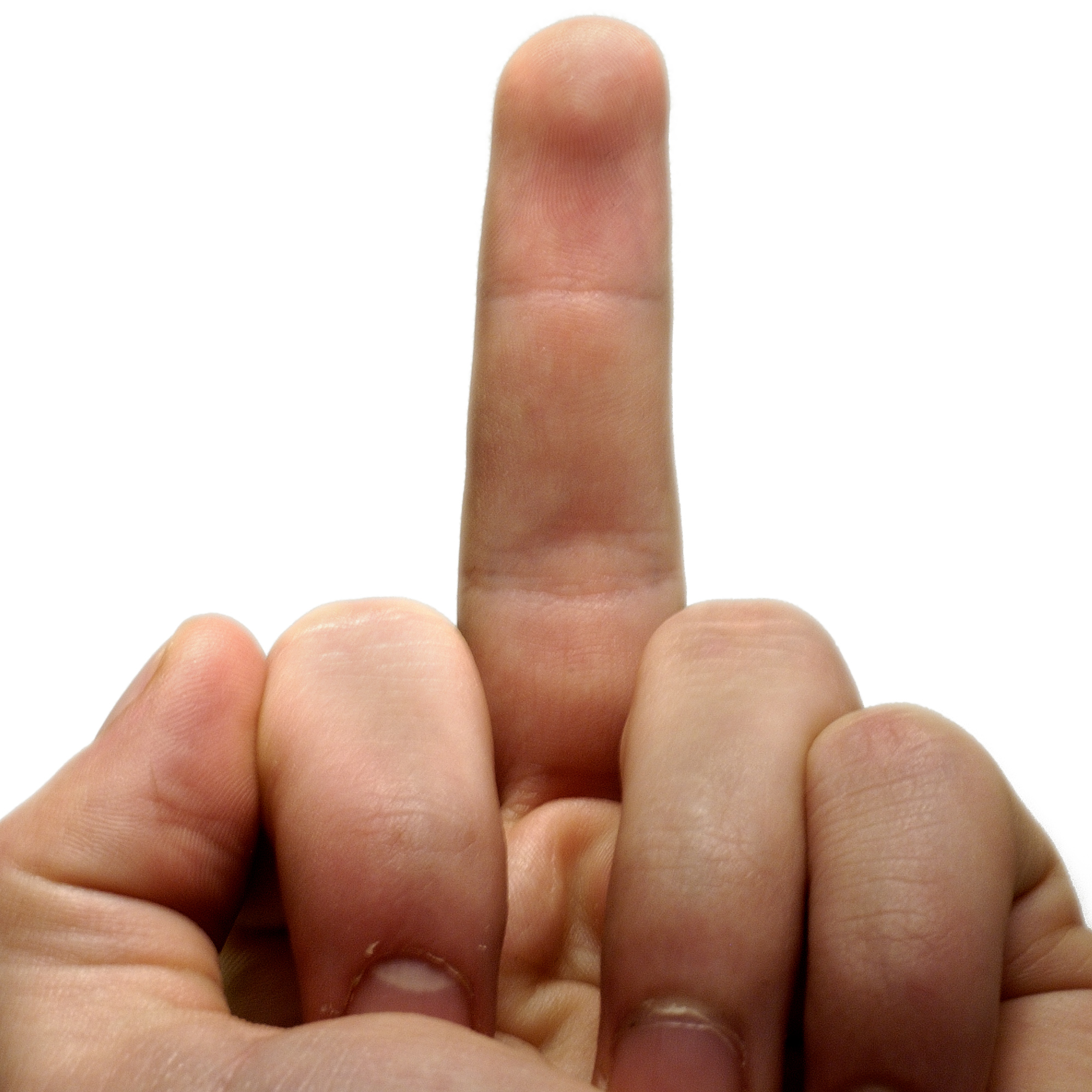
128
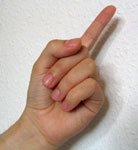
256
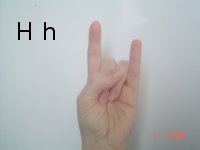
288 = 256 + 32
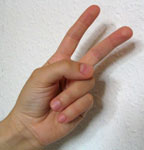
384 = 256 + 128
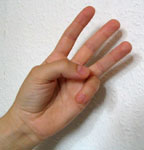
448 = 256 + 128 + 64
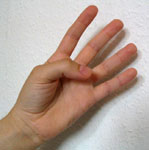
480 = 256 + 128 + 64 + 32
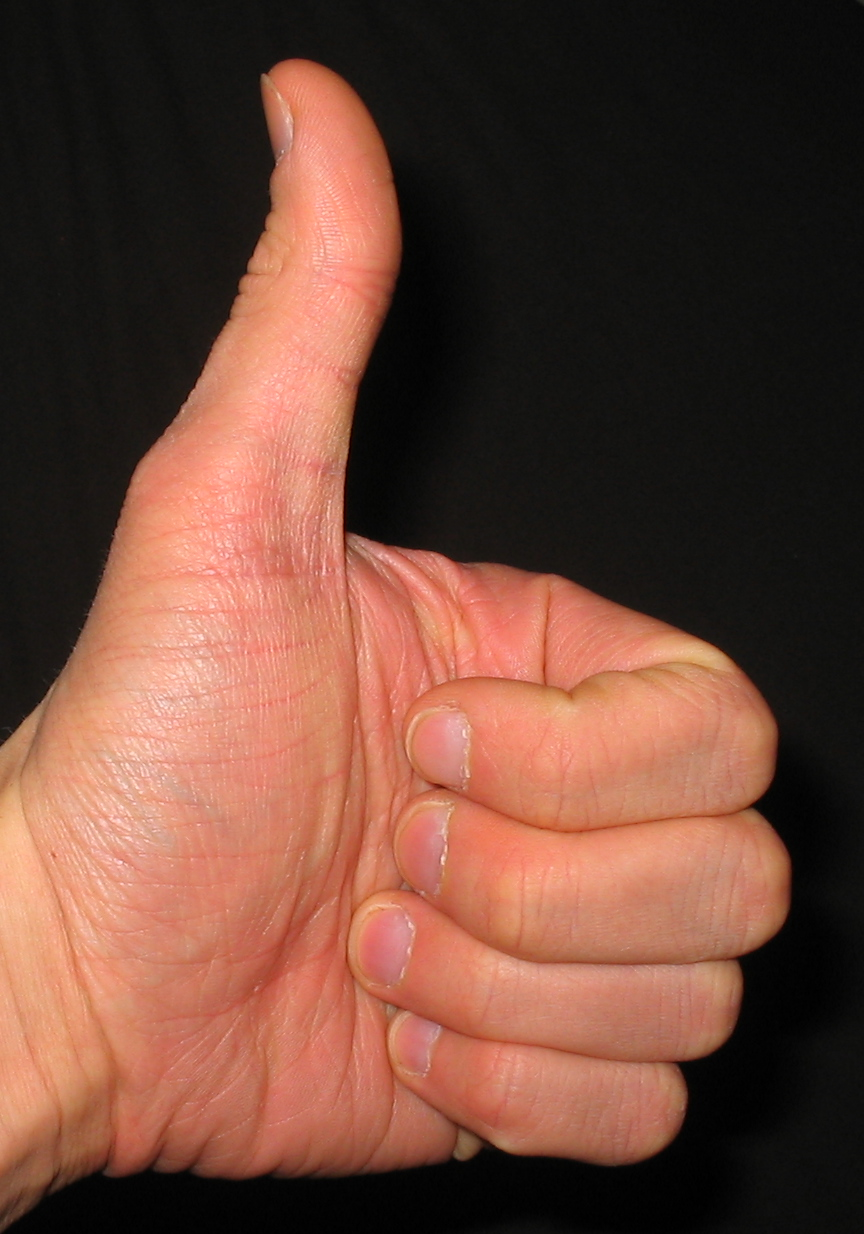
512
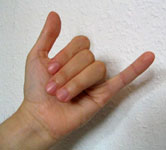
544 = 512 + 32
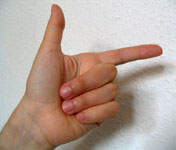
768 = 512 + 256
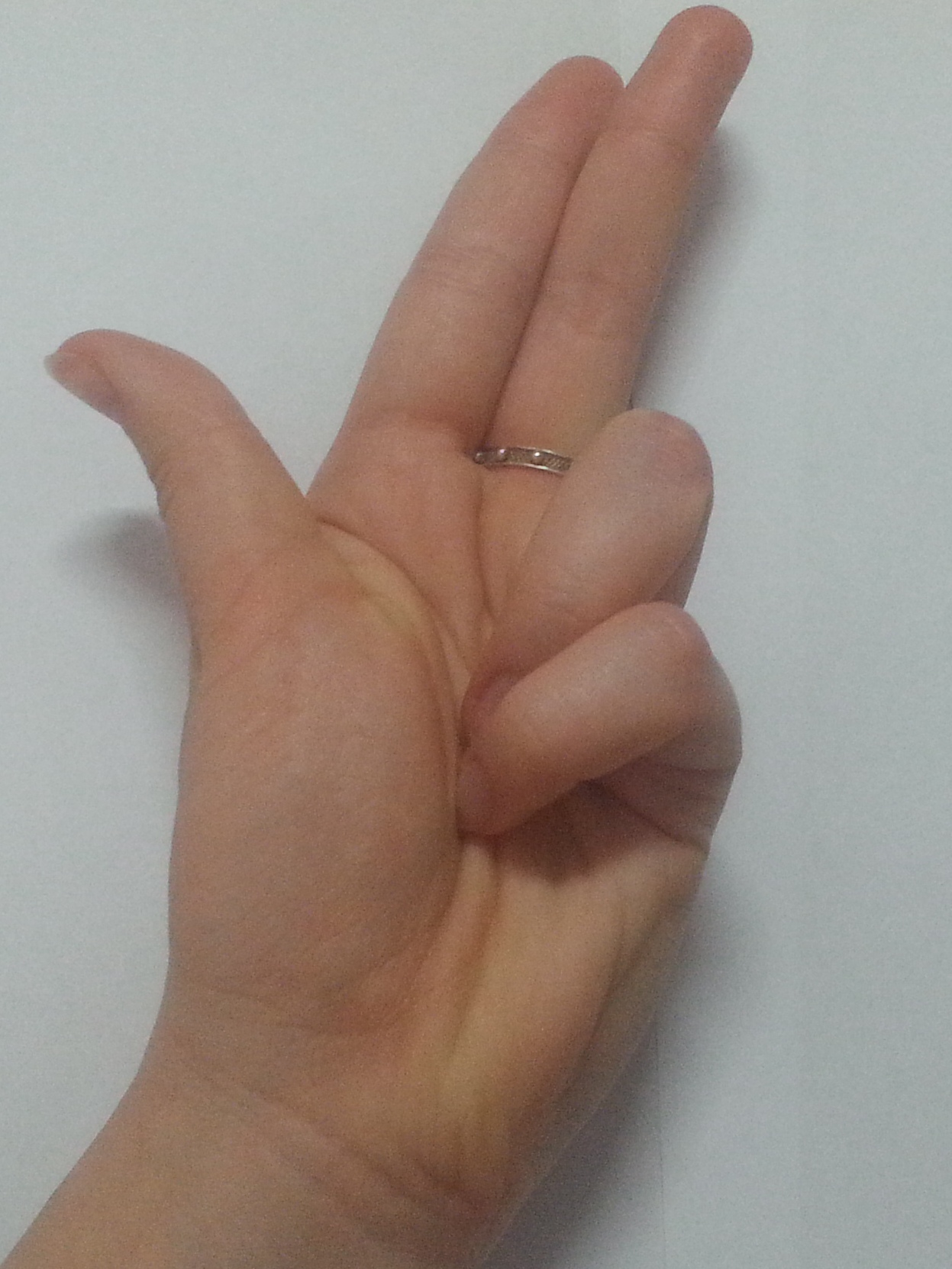
896 = 512 + 256 + 128
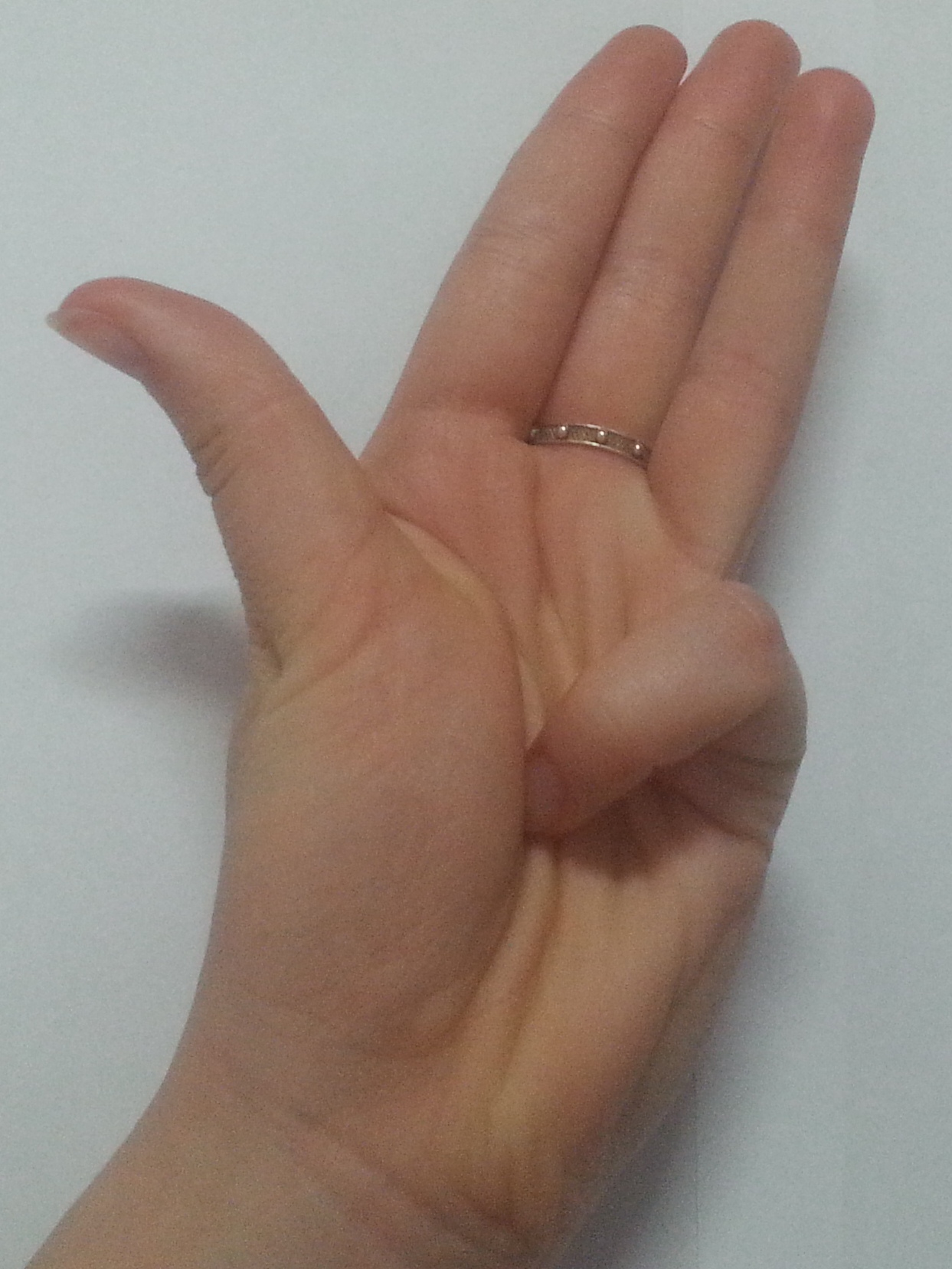
960 = 512 + 256 + 128 + 64
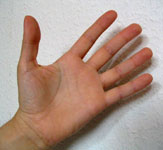
992 = 512 + 256 + 128 + 64 + 32